# یحیی الهندی
یحیی الهندی (عربی: يحيى مصباح الهندي؛ زادهٔ ۲۴ سپتامبر ۱۹۹۸) بازیکن فوتبال اهل لبنان است.
وی همچنین در تیم‌های ملی فوتبال زیر ۲۳ سال لبنان و لبنان بازی کرده‌است.